# Enzima Beta-Caroteno Oxigenase 2
A Enzima Beta-Caroteno Oxigenase 2 é uma proteína que em humanos é codificada pelo gene BCO2. O comprimento da cadeia polipeptídica da proteína é de 579 aminoácidos e o peso molecular é de 65.674. A proteína codificada pelo genoma por função pertence às oxidoredutases. Envolvido em um processo biológico como emenda alternativa. A proteína possui um site para ligação a íons metálicos, íons de ferro. Localizado nas mitocôndrias.
Cientistas encontraram uma única região divergente no ADN dos canários mosaico, quando comparado com o ADN de outras variedades de canários. Nessa região que está gene BCO2, a causa mais provável para estas diferenças de cores entre sexo masculino e feminino.